# Emma Lodge
Emma Lodge (* 26. April 1992 in Fort McMurray) ist eine kanadische Biathletin.
Emma Lodge lebt in Canmore, Alberta. Sie startet für den Canmore Nordic Ski Club und wird von Roddy Ward trainiert. Seit 2010 gehört sie dem Nationalkader Kanadas an. Sie gewann bislang zwei Titel und vier weitere Medaillen bei kanadischen Juniorenmeisterschaften. Bei Biathlon-NorAm-Cup 2010/11 erreichte sie mit Rang drei bei einem Verfolgungsrennen in Jericho ihr erstes gutes Resultat bei den Frauen. Kurz darauf nahm sie in Ridnaun an den Biathlon-Europameisterschaften 2011 der Junioren teil und wurde 40. des Einzels, 46. des Sprints und im Verfolgungsrennen überrundet. Für die Staffel wurde Lodge bei den Frauen eingesetzt, wo sie mit Rosanna Crawford, Melanie Schultz und Claude Godbout Zehnte wurde.